# Jesper Nyrén
Anders Jesper Nyrén, född 15 oktober 1979 i Sala, är en svensk konstnär. 
Jesper Nyrén utbildade sig på Västerås konstskola 1998–2000, Gerlesborgsskolan i Stockholm 2000–02 och Kungliga Konsthögskolan i Stockholm 2002–07.
Han utvaldes i januari 2016 att gestalta en av de nya planerade tunnelbanestationerna i Stockholmsregionen.

## Offentliga verk i urval
- Crystal, 35 meter lång glasvägg, 2015, längs med fasaden på Nya Karolinska sjukhusets östra del vid akutmottagningen, Solna
- Warp and woof, väggmålningar på yttervägg utmed loftgångar, 2014, studentbostadshus i kvarteret Simonsland i Borås[3]
- Polygonal Wall, 2013, Mariehällskolan i Stockholm
- Spectrum, 2013,  Rikstenskolan i Botkyrka
- Sequences, 2011, Internmedicinen, Södersjukhuset i Stockholm